# ねこねこ
ねこねこは、日本の漫画家。女性。北海道在住。『コミックブレイドMASAMUNE』（マッグガーデン）2004年初夏号より『ぷちはうんど』を連載開始し、掲載誌を無料ウェブコミックサイト『MAGCOMI』（同社）に移し連載している。
猫、猫耳、メイド、巫女、銀髪、黒髪、十字架、銃、黒衣、制服、サングラス、タバコ、聖職者、首輪、鎖、ベルト、鈴、血、お父さん等が好きで、これらの嗜好は作品ににじみ出ている。

## 来歴
マッグガーデンの『コミックブレイドMASAMUNE』2003年夏季号に猫耳少女を題材とした読み切り『CAT☆CAT エトランゼ』を掲載し、商業誌デビュー。2004年春号に犬耳少女を題材とした『ぷちはうんど』予告編を掲載。翌号の『コミックブレイドMASAMUNE』2004年初夏号より『ぷちはうんど』を連載開始。本作は同誌休刊に伴い、『月刊コミックブレイド』を経て、掲載誌を無料ウェブコミック『マグコミ』に移し連載中。
また、『コミックブレイドMASAMUNE』に連載を持つ前にも自ら主宰する同人サークル「猫禁猟区」（ネコキンリョウク）から同人誌やCD-ROMを発行している。

## 作品リスト

### 漫画
- CAT☆CAT エトランゼ（『コミックブレイドMASAMUNE』夏季号、2003年6月16日発表）
- ぷちはうんど（『コミックブレイドMASAMUNE』→『月刊コミックブレイド』→WEBコミック『マグコミ』内コミックブレイドレーベル2014年9月1日[2] - 連載中、既刊11巻）※2018年11月時点

### ゲーム原画
- 兇館 ～永遠の命を求め～（Infinity∞、1997年7月23日）
- 白の物語（Infinity∞、1999年12月17日）
- 金曜日の仔猫（emu、2003年6月20日）
- [era]（サークル獏、2003年8月15日）※同人ゲーム